# Élections législatives de 1936 en Maine-et-Loire
Les élections législatives françaises de 1936 ont lieu les 26 avril et 3 mai.

## Élus
| Député élu                   | Groupe politique | Groupe politique                                                  |
| ---------------------------- | ---------------- | ----------------------------------------------------------------- |
| Émile Perrein                |                  | PRRRS                                                             |
| André Cointreau              |                  | RIAS                                                              |
| Gaston Moreau                |                  | Alliance des républicains de gauche et des radicaux indépendants. |
| François de Polignac         |                  | URD                                                               |
| Henri de Saint-Pern          |                  | URD                                                               |
| Robert Millin de Grandmaison |                  | RIAS                                                              |
| Albert Blanchoin             |                  | JR                                                                |

## Résultats à l'échelle du département
| Partis         | Partis                                          | Premier tour | Premier tour | Deuxième tour | Deuxième tour | Sièges |
| Partis         | Partis                                          | Voix         | %            | Voix          | %             | Sièges |
| -------------- | ----------------------------------------------- | ------------ | ------------ | ------------- | ------------- | ------ |
|                | Fédération républicaine                         | 51 241       | 28,91        | 21 215        | 44,31         | 3      |
|                | Parti républicain radical et radical-socialiste | 24 352       | 13,74        | 17 412        | 36,37         | 1      |
|                | Républicains de gauche                          | 21 390       | 12,07        | 9 091         | 18,99         | 2      |
|                | Ligue de la jeune République                    | 9 943        | 5,61         |               |               | 1      |
|                | Section française de l'Internationale ouvrière  | 4 667        | 2,63         | 0             |               |        |
|                | Parti communiste-SFIC                           | 3 513        | 1,98         | 0             |               |        |
|                | Radicaux indépendants                           | 1 937        | 1,09         | 0             |               |        |
|                | Divers                                          | 211          | 0,12         | 159           | 0,33          | 0      |
|                |                                                 |              |              |               |               |        |
| Inscrits       | Inscrits                                        | 139 081      | 100,00       | 56 719        | 100,00        | 7      |
| Votants        | Votants                                         | 120 450      | 86,60        | 48 964        | 86,33         |        |
| Abstentions    | Abstentions                                     | 18 631       | 13,40        | 7 755         | 13,67         |        |
| Blancs et nuls | Blancs et nuls                                  | 3 196        | 2,65         | 1 087         | 2,22          |        |
| Exprimés       | Exprimés                                        | 117 254      | 97,35        | 47 877        | 97,78         |        |

## Résultats par arrondissement

### Arrondissement d'Angers

#### 1recirconscription
| Candidats      | Candidats      | Étiquette      | Premier tour | Premier tour | Deuxième tour | Deuxième tour |
| Candidats      | Candidats      | Étiquette      | Voix         | %            | Voix          | %             |
| -------------- | -------------- | -------------- | ------------ | ------------ | ------------- | ------------- |
|                | Caillard       | URD            | 8 165        | 46,49        | 8 831         | 49,75         |
|                | Émile Perrein  | PRRRS          | 6 095        | 34,70        | 8 915         | 50,22         |
|                | Reynes         | SFIO           | 2 266        | 12,90        |               |               |
|                | Girault        | PC-SFIC        | 991          | 5,64         |               |               |
|                |                | Divers         | 46           | 0,26         | 6             | 0,03          |
|                |                |                |              |              |               |               |
| Inscrits       | Inscrits       | Inscrits       | 21 237       | 100,00       | 21 237        | 100,00        |
| Votants        | Votants        | Votants        | 17 974       | 84,64        | 17 944        | 84,49         |
| Abstention     | Abstention     | Abstention     | 3 263        | 15,36        | 3 293         | 15,51         |
| Blancs et nuls | Blancs et nuls | Blancs et nuls | 411          | 2,29         | 192           | 2,29          |
| Exprimés       | Exprimés       | Exprimés       | 17 563       | 97,71        | 17 752        | 97,71         |

#### 2ecirconscription
| Candidats      | Candidats       | Étiquette      | Premier tour | Premier tour |
| Candidats      | Candidats       | Étiquette      | Voix         | %            |
| -------------- | --------------- | -------------- | ------------ | ------------ |
|                | André Cointreau | Rép. de gauche | 12 629       | 61,59        |
|                | Garnault        | PRRRS          | 6 726        | 32,80        |
|                | Gohier          | PC-SFIC        | 704          | 3,43         |
|                | Baugé           | SFIO           | 442          | 2,16         |
|                |                 | Divers         | 5            | 0,02         |
|                |                 |                |              |              |
| Inscrits       | Inscrits        | Inscrits       | 24 600       | 100,00       |
| Votants        | Votants         | Votants        | 21 075       | 85,67        |
| Abstention     | Abstention      | Abstention     | 3 525        | 14,33        |
| Blancs et nuls | Blancs et nuls  | Blancs et nuls | 569          | 2,70         |
| Exprimés       | Exprimés        | Exprimés       | 20 506       | 97,30        |

### Arrondissement de Baugé
| Candidats      | Candidats      | Étiquette      | Premier tour | Premier tour | Deuxième tour | Deuxième tour |
| Candidats      | Candidats      | Étiquette      | Voix         | %            | Voix          | %             |
| -------------- | -------------- | -------------- | ------------ | ------------ | ------------- | ------------- |
|                | Gaston Moreau  | Rép. de gauche | 8 349        | 48,80        | 9 091         | 51,63         |
|                | Jean Hérard    | PRRRS          | 7 789        | 45,53        | 8 301         | 47,14         |
|                | Blot           | URD            | 496          | 2,90         |               |               |
|                | Raveneau       | PC-SFIC        | 244          | 1,43         |               |               |
|                | Martin         | SFIO           | 133          | 0,78         |               |               |
|                |                | Divers         | 98           | 0,57         | 21            | 0,12          |
|                | Crochet        | PRRRS          |              |              | 196           | 1,11          |
|                |                |                |              |              |               |               |
| Inscrits       | Inscrits       | Inscrits       | 19 923       | 100,00       | 19 924        | 100,00        |
| Votants        | Votants        | Votants        | 17 688       | 88,78        | 17 854        | 89,61         |
| Abstention     | Abstention     | Abstention     | 2 235        | 11,22        | 2 070         | 10,39         |
| Blancs et nuls | Blancs et nuls | Blancs et nuls | 579          | 3,27         | 245           | 1,37          |
| Exprimés       | Exprimés       | Exprimés       | 17 109       | 96,73        | 17 609        | 98,63         |

### Arrondissement de Cholet

#### 1recirconscription
| Candidats      | Candidats            | Étiquette      | Premier tour | Premier tour |
| Candidats      | Candidats            | Étiquette      | Voix         | %            |
| -------------- | -------------------- | -------------- | ------------ | ------------ |
|                | François de Polignac | URD            | 11 019       | 75,22        |
|                | Tricard-Graveron     | JR             | 1 990        | 13,58        |
|                | Martigneaux          | SFIO           | 922          | 6,29         |
|                | Sœur                 | PC-SFIC        | 718          | 4,90         |
|                |                      |                |              |              |
| Inscrits       | Inscrits             | Inscrits       | 17 394       | 100,00       |
| Votants        | Votants              | Votants        | 15 119       | 86,92        |
| Abstention     | Abstention           | Abstention     | 2 275        | 13,08        |
| Blancs et nuls | Blancs et nuls       | Blancs et nuls | 470          | 3,11         |
| Exprimés       | Exprimés             | Exprimés       | 14 649       | 96,89        |

#### 2ecirconscription
| Candidats      | Candidats           | Étiquette      | Premier tour | Premier tour | Deuxième tour | Deuxième tour |
| Candidats      | Candidats           | Étiquette      | Voix         | %            | Voix          | %             |
| -------------- | ------------------- | -------------- | ------------ | ------------ | ------------- | ------------- |
|                | Henri de Saint-Pern | URD            | 6 249        | 47,28        | 8 867         | 70,85         |
|                | Foulonneau          | URD            | 2 478        | 18,75        | 3 517         | 28,10         |
|                | Manceau             | Rad. Indé.     | 1 937        | 14,66        |               |               |
|                | Pineau              | URD            | 847          | 6,41         |               |               |
|                | Gay                 | Rép. de gauche | 412          | 3,12         |               |               |
|                | Péchadre            | URD            | 392          | 2,97         |               |               |
|                | Robin               | URD            | 349          | 2,64         |               |               |
|                | Simon               | SFIO           | 246          | 1,86         |               |               |
|                | Renaud              | URD            | 204          | 1,54         |               |               |
|                | Cosquer             | PC-SFIC        | 103          | 0,78         |               |               |
|                |                     | Divers         |              |              | 132           | 1,05          |
|                |                     |                |              |              |               |               |
| Inscrits       | Inscrits            | Inscrits       | 15 557       | 100,00       | 15 558        | 100,00        |
| Votants        | Votants             | Votants        | 13 585       | 87,32        | 13 166        | 84,63         |
| Abstention     | Abstention          | Abstention     | 1 972        | 12,68        | 2 392         | 15,37         |
| Blancs et nuls | Blancs et nuls      | Blancs et nuls | 368          | 2,71         | 650           | 4,94          |
| Exprimés       | Exprimés            | Exprimés       | 13 217       | 97,29        | 12 516        | 95,06         |

### Arrondissement de Saumur
| Candidats      | Candidats                    | Étiquette      | Premier tour | Premier tour |
| Candidats      | Candidats                    | Étiquette      | Voix         | %            |
| -------------- | ---------------------------- | -------------- | ------------ | ------------ |
|                | Robert Millin de Grandmaison | URD            | 12 928       | 63,80        |
|                | Richard                      | PRRRS          | 3 742        | 18,47        |
|                | Dézé                         | URD            | 2 318        | 11,44        |
|                | Deschamps                    | SFIO           | 658          | 3,25         |
|                | Doiteau                      | PC-SFIC        | 618          | 3,05         |
|                |                              |                |              |              |
| Inscrits       | Inscrits                     | Inscrits       | 24 270       | 100,00       |
| Votants        | Votants                      | Votants        | 20 726       | 85,40        |
| Abstention     | Abstention                   | Abstention     | 3 544        | 14,60        |
| Blancs et nuls | Blancs et nuls               | Blancs et nuls | 462          | 2,23         |
| Exprimés       | Exprimés                     | Exprimés       | 20 264       | 97,77        |

### Arrondissement de Segré
| Candidats      | Candidats        | Étiquette      | Premier tour | Premier tour |
| Candidats      | Candidats        | Étiquette      | Voix         | %            |
| -------------- | ---------------- | -------------- | ------------ | ------------ |
|                | Albert Blanchoin | JR             | 7 953        | 57,03        |
|                | de Saivre        | URD            | 5 796        | 41,56        |
|                | Gaucher          | PC-SFIC        | 135          | 0,97         |
|                |                  | Divers         | 62           | 0,44         |
|                |                  |                |              |              |
| Inscrits       | Inscrits         | Inscrits       | 16 100       | 100,00       |
| Votants        | Votants          | Votants        | 14 283       | 88,71        |
| Abstention     | Abstention       | Abstention     | 1 817        | 11,29        |
| Blancs et nuls | Blancs et nuls   | Blancs et nuls | 337          | 2,36         |
| Exprimés       | Exprimés         | Exprimés       | 13 946       | 97,64        |